# Goudswaard
Goudswaard is een dorp in Zuid-Holland, gelegen op uiterste westpunt van de Hoeksche Waard. Het telde in 2023 2.035 inwoners. Goudswaard staat vanouds ook bekend als De Korendijk. Onder de aanduiding "Corendic" wordt dit gebied, dat later weer ondergelopen is, reeds vermeld in 1246. Het dorp ligt aan het Sandee, een afgedamde kreek, die de verbinding vormt met het Spui.
Goudswaard is een voorstraatdorp, dat is gesticht in 1439, gelijktijdig met de bedijking van de polder Oud Korendijk. Tot 1984 was het een afzonderlijke gemeente. In dat jaar ging het samen met Nieuw-Beijerland, Zuid-Beijerland en Piershil op in de gemeente Korendijk, die in 2019 op haar beurt opging in de gemeente Hoeksche Waard. 

## Geschiedenis
Jacob van Gaasbeek, heer van Putten en Strijen, geeft op 15 april 1439 verscheidene personen (Jan Robijn, Daniël van Cralingen en Cornelis van Almonde) de bevoegdheid om een nieuw korenland te bedijken. Dit land bestaat uit de 'uitlanden'; Coorndijck, Coewaert, Gouwaert, Iemandtsgorssen, Huge Claesz. gorssen en Stollaersdijck. Dit jaar wordt als ontstaansjaar van Goudswaard beschouwd. Al deze gorzen, die in het jaar 1439 onder de naam Oude-Koorndijkse polder zijn bedijkt, zijn vrij snel daarna weer overstroomd. Dat blijkt uit het feit dat zij in 1456 en nogmaals in 1471 zijn herbedijkt. In 1456 zijn voorts nog enkele andere gorzen, bekend onder de naam Oude Nieuwland, ingedijkt. Later zijn er nog enkele buitenpolders ten zuiden en ten noorden van de grote polder aangedijkt, zoals de Molenpolder, de Noordpolder, de Oostpolder, de Eendragtspolder en de Leenheerenpolder. Al zeer kort na de bedijking zijn in het noordwesten van de Koorndijksche polder huizen gebouwd. In 1670 zijn enkele woningen door brand verwoest, die alle weer zijn opgebouwd. In 1681 is een groot gedeelte van het dorp aan de westkant in brand gevlogen, dat weer grotendeels is hersteld. Ook het water eist regelmatig zijn tol.
De gemeente Goudswaard, die een ambachtsheerlijkheid was, is door de Staten van Holland en West-Friesland op 11 augustus 1731 verkocht aan mr. Johan van der Heim, burgemeester van Schiedam, baljuw van Vlaardingen en Vlaardingerambacht, hoofdingeland van Delfsland, hoogheemraad van Schieland etc. Na vanaf 1760 in handen te zijn geweest van Lodewijk Rosmolen wordt in 1793 Jan van Driel van Goudswaard, oud-schout van Oud-Beijerland, de nieuwe ambachtsheer. In 1849 volgt Lodewijk van Driel van Goudswaard hem op. In de 19e eeuw en een groot deel van de 20e eeuw bestaat de gemeente uit de navolgende polders: de Oude Korendijksche polder, de Nieuwe Korendijksche polder, de Oostpolder, de Leenheerenpolder, de Molenpolder, de Noordpolder, 's-Lands bekade Gorzen en de Vlastiendegorzen, voorts gedeelten van de Eendragtspolder en van de plaat de Tiengemeten.

## Voorzieningen en wonen

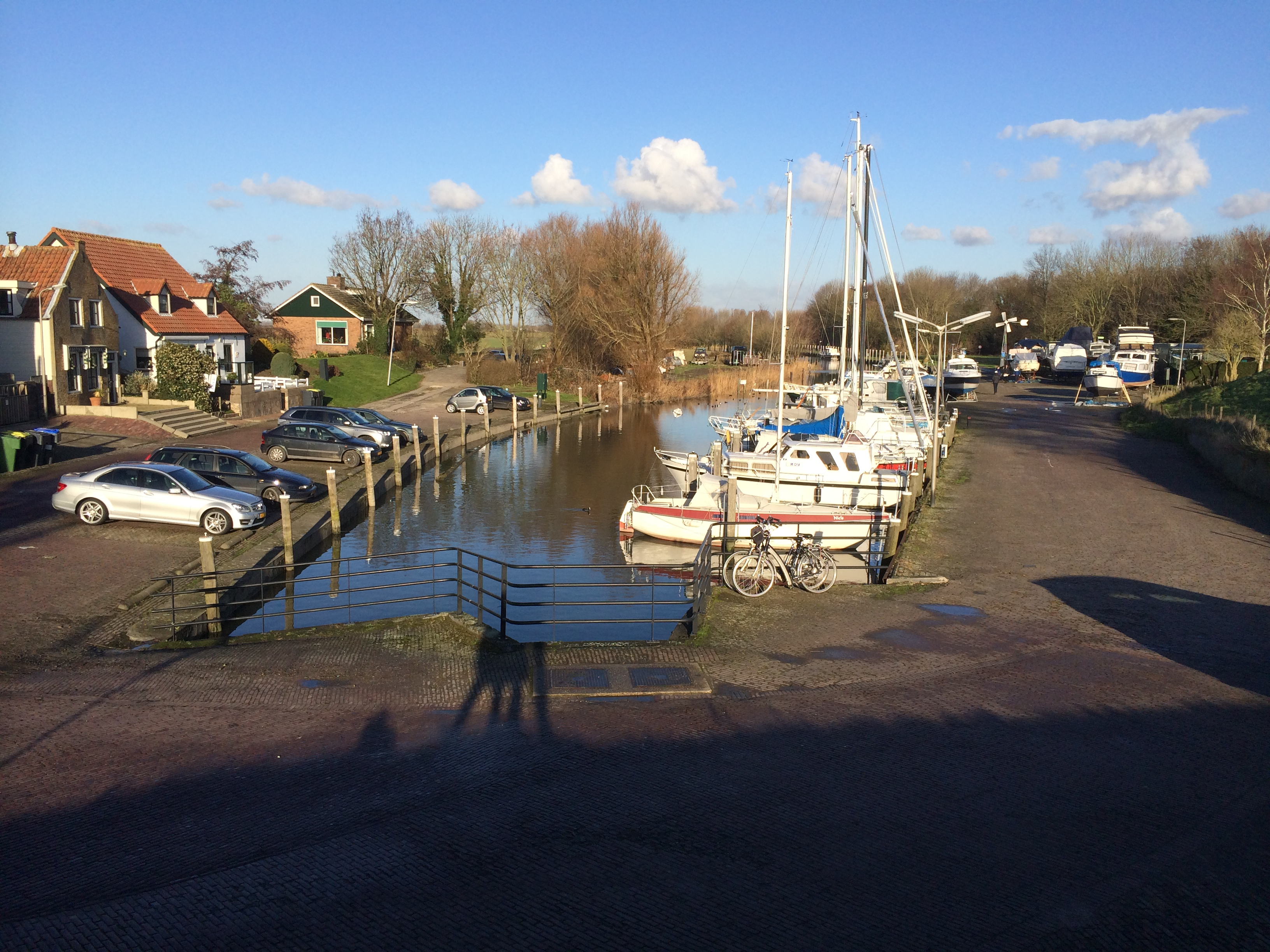
Haven Goudswaard

Van oudsher waren de meeste winkels en voorzieningen te vinden rondom de Dorpsstraat. Tegenwoordig zijn vrijwel al deze voorzieningen verdwenen of verplaatst naar het kleine winkelcomplex aan de Polderboom. Er zijn twee basisscholen: de christelijke School met de Bijbel en de openbare basisschool De Gouwaert. Beide scholen maken gebruik van gymzaal De Vaert aan de Vaartweg.
In het dorp bevindt zich een korenmolen, genaamd Windlust. Goudswaard was van 1903 tot 1956 het eindpunt van de tramlijn Krooswijk - Goudswaard, die het dorp verbond met Rotterdam.
Nabij Goudswaard bevinden zich de Korendijkse Slikken, een vogelreservaat dat wordt beheerd door de Vereniging Natuurmonumenten. Die bezit en beheert tevens het nabijgelegen eiland Tiengemeten. Aan de zuidkant van het dorp ligt het Sandeesche Bos.

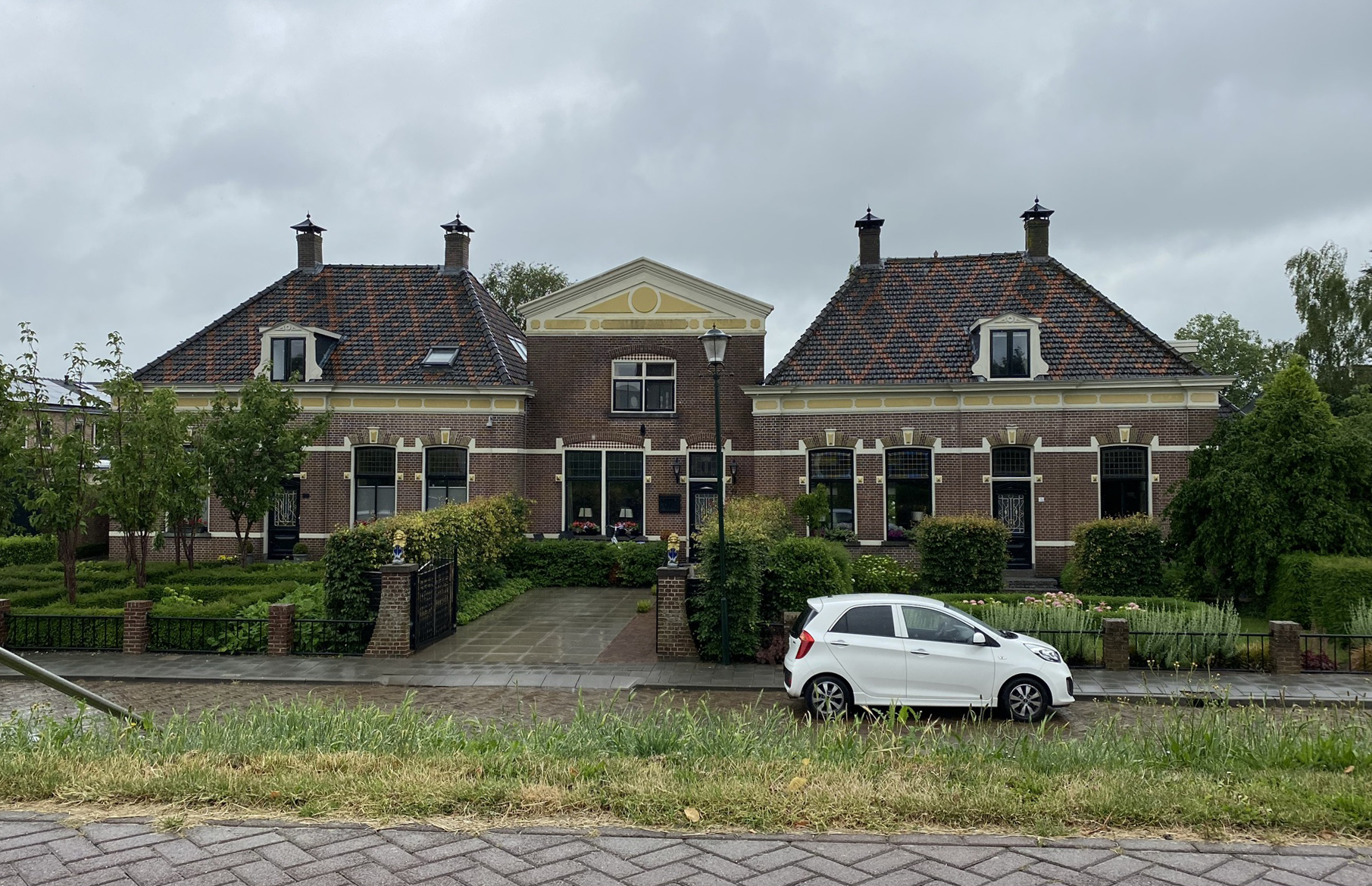
Voormalig gemeentehuis Goudswaard

## Kerken

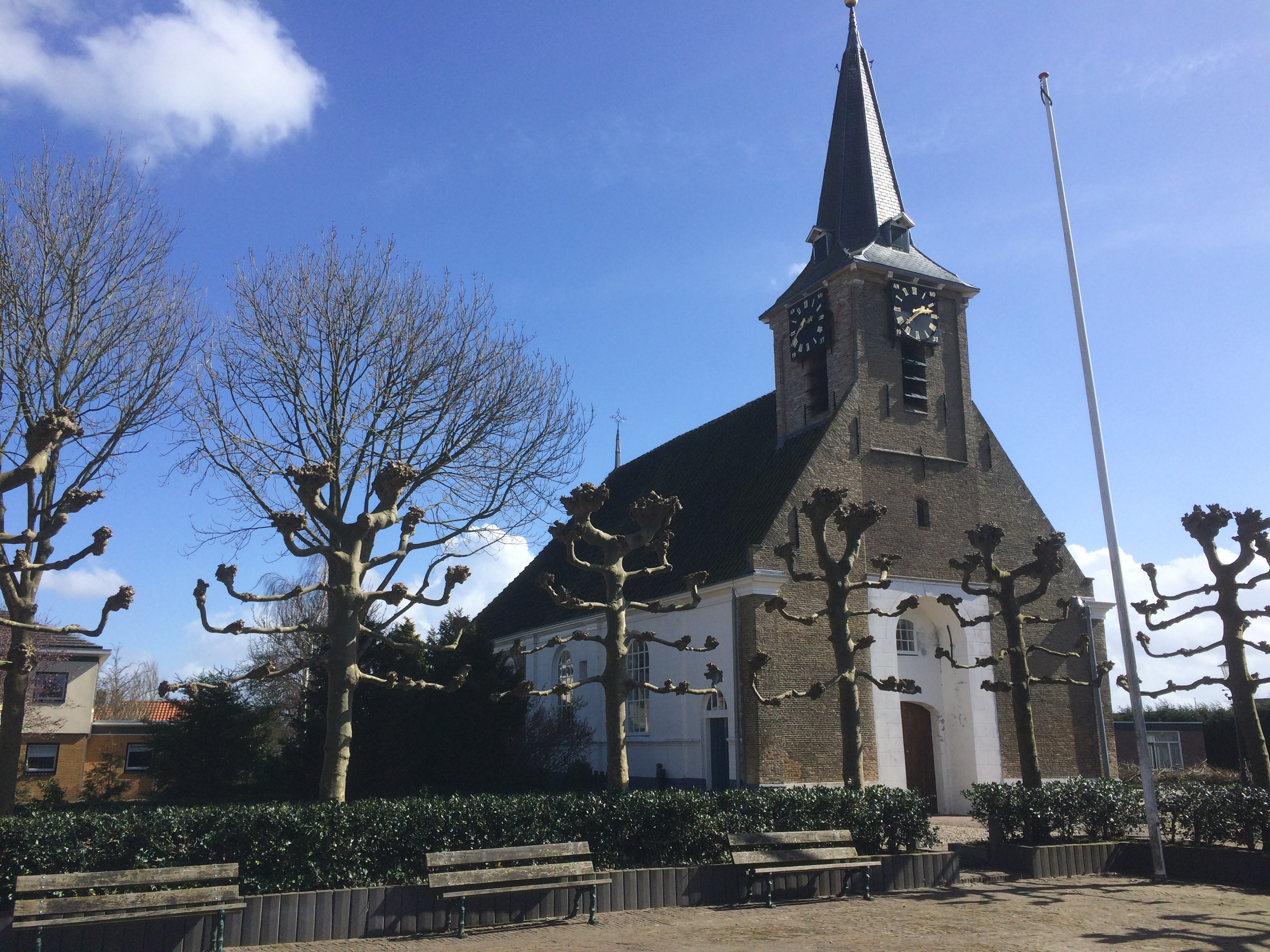
Dorpskerk Goudswaard

Het dorp telt een drietal kerkelijke gemeenten:
- Hervormde kerk (binnen PKN, kerkgebouw uit 1721)
- Gereformeerde Gemeente
- Gereformeerde Gemeente in Nederland

## Onderwijsinstellingen
Er zijn twee basisscholen: 
- christelijke School met de Bijbel
- openbare basisschool De Gouwaert

Beide scholen maken gebruik van gymzaal De Vaert aan de Vaartweg.

## Geboren
- Teunis Abbenbroek (1890-1945), verzetsstrijder
- Henk Koesveld (1958), kinderboekenschrijver

## Zie ook

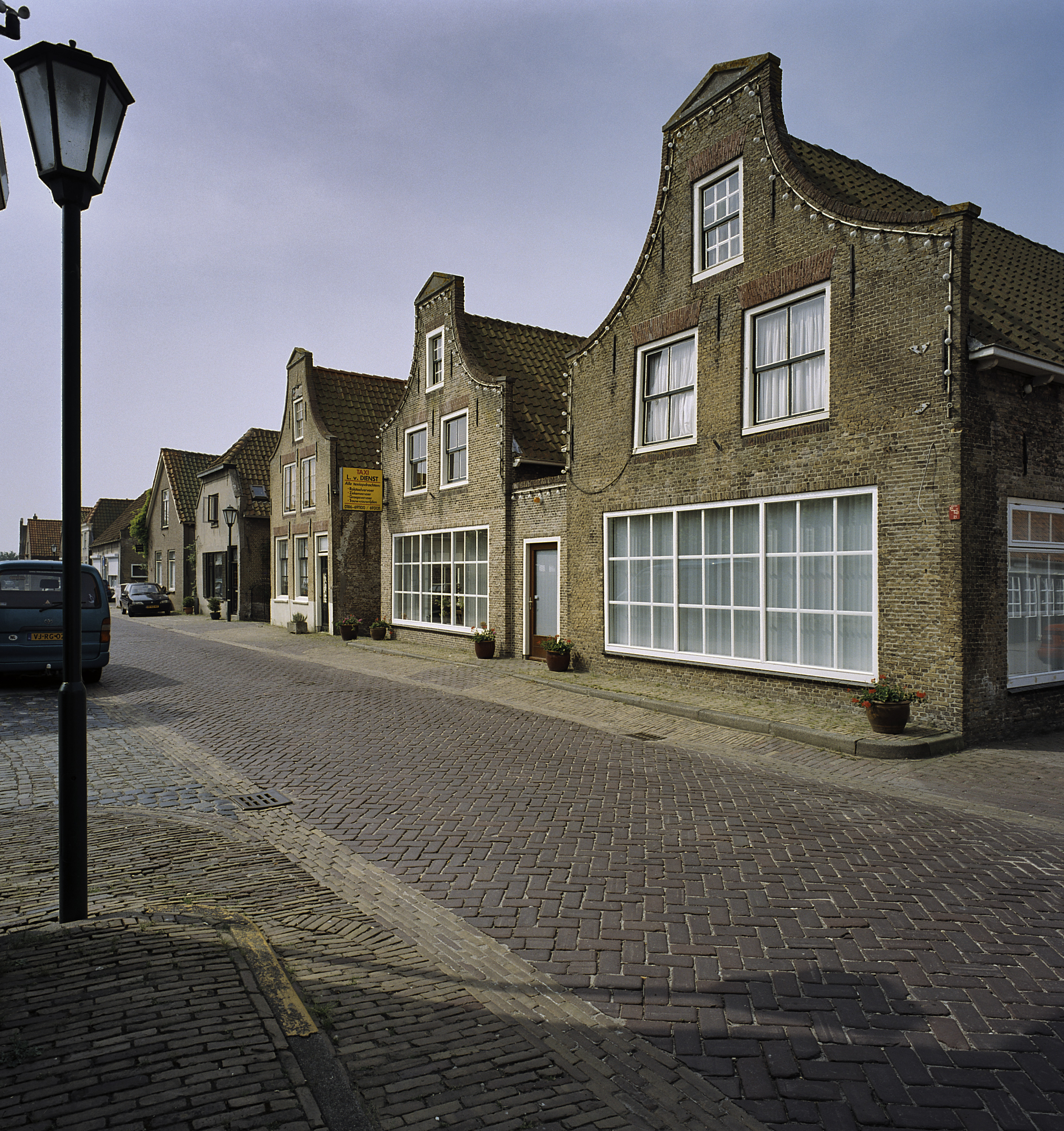
Gevels in Goudswaard

## Aangrenzende woonplaatsen
| aangrenzende woonplaatsen | aangrenzende woonplaatsen | aangrenzende woonplaatsen | aangrenzende woonplaatsen | aangrenzende woonplaatsen |
| ------------------------- | ------------------------- | ------------------------- | ------------------------- | ------------------------- |
|                           |                           |                           |                           |                           |
|                           |                           |                           |                           |                           |
|                           | Piershil                  |                           |                           |                           |
|                           |                           |                           |                           |                           |
|                           |                           |                           |                           | Zuid-Beijerland           |